# ブラバント公

ブラバント公の紋章

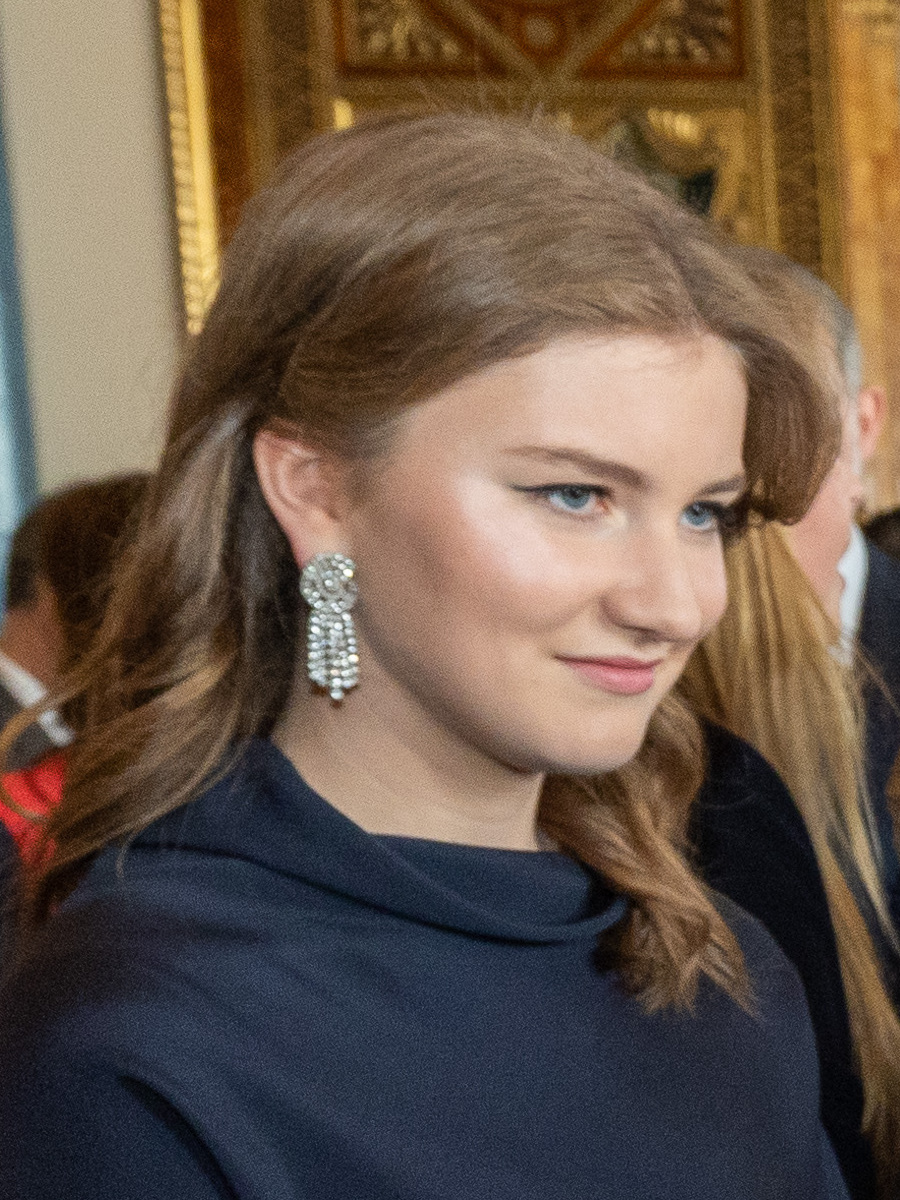
現在のブラバント女公エリザベート

ブラバント公（フランス語: duc de Brabant）は、中世ネーデルラントのブラバント公国の領主である。
ベルギー王国の成立後は、儀礼称号としてベルギー王家の法定推定相続人に授けられるようになった（イギリス王室のプリンス・オブ・ウェールズやスペイン王室のアストゥリアス公などと同様）。1991年の憲法改正により、男女の区別のない長子相続制王位継承に改められた。2013年、フィリップのベルギー王即位に伴い、その長女エリザベートが建国以来初のブラバント女公となった。

## 歴代ブラバント公

### レニエ家（ブラバント家）
- アンリ1世（1183年 - 1235年）
- アンリ2世（1235年 - 1248年）
- アンリ3世（1248年 - 1261年）
- アンリ4世（1261年 - 1267年）
- ジャン1世（1268年 - 1294年）
- ジャン2世（1294年 - 1312年）
- ジャン3世（1312年 - 1355年）
- ジャンヌ（1355年 - 1406年）

### リンブール＝リュクサンブール家
- ヴェンセスラス1世（ジャンヌと共同統治：1355年 - 1383年）

### ヴァロワ＝ブルゴーニュ家
- アントワーヌ（1406年 - 1415年）
- ジャン4世（1415年 - 1427年）
- フィリップ1世（1427年 - 1430年）
- フィリップ2世（1430年 - 1467年）
- シャルル1世（1467年 - 1477年）
- マリー1世（1477年 - 1482年）

### アブスブール家
- フィリップ3世（1482年 - 1506年）
- シャルル2世（1506年 - 1555年）
- フィリップ4世（1555年 - 1598年）
- イザベル（1598年 - 1621年）
  - アルベールと共同統治
- フィリップ5世（1621年 - 1665年）
- シャルル3世（1665年 - 1700年）

### ブルボン＝アンジュー家
- フィリップ6世（1700年 - 1710年）

### アブスブール家
- シャルル4世（1711年 - 1740年）
- マリー2世（1740年 - 1780年）

### アブスブール＝ロレーヌ家
- ジョゼフ1世（1780年 - 1789年）
- レオポルド1世（1790年 - 1792年）
- フランソワ1世（1792年 - 1794年）

### サクス＝コブール・エ・ゴータ家/ベルジック家
- レオポルド （1840年 - 1865年）
- レオポルド （1865年 - 1869年）
- レオポルド （1910年 - 1934年）
- ボードゥアン （1934年 - 1951年）
- フィリップ （1993年 - 2013年）
- エリザベート （2013年 - 現在）